# Giovanni Battista d'Embser
Giovanni Battista d'Embser (Trieste, 27 novembre 1669 – Pizzighettone, 27 novembre 1733) è stato un militare austriaco naturalizzato italiano.

## Biografia
Giovanni Battista d'Embser, ufficiale asburgico di origine triestina, aveva combattuto nella guerra di Successione Spagnola col grado di capitano d’artiglieria, in forza al Corpo di Spedizione Austriaco in Piemonte sotto il comando del Feldmaresciallo Guido von Starhemberg, composto da 12000 uomini e d’Embser fu uno dei 1500 sopravvissuti alle sanguinosissime campagne militari del 1703-1705.
Si distinse durante l'assedio di Torino del 1706 al seguito in Italia del principe Eugenio di Savoia: l’ottima prova da lui data in quel frangente aveva convinto il Duca Vittorio Amedeo II a “naturalizzare” d’Embser e a promuoverlo tenente colonnello diventando il comandante delle artiglierie della Cittadella del Regno di Sardegna. Era considerato il miglior ufficiale sabaudo d'artiglieria in servizio a quel tempo.
È autore di numerose pubblicazioni dedicate all'artiglieria, tra cui si ricorda il "Compendio della grand'arte d'artiglieria" commissionata dallo stesso Carlo Emanuele III, il "Dizionario Istruttivo di tutte le Robbe appartenenti all’Artiglieria" del 1731 e i "Dissegni d’ogni sorta de Cannoni et Mortari con tutte lepezze, stromenti ed utigli appartenenti all’Artiglieria come anco le piante, alzate et profili di tutte le machine, edifizy, et ordegni necessari alla medema" del 1732.
Il 26 novembre 1733, durante le fasi dell'Assedio di Pizzighettone, viene gravemente ferito colpito da un proiettile. Morirà il giorno seguente, il 27 novembre ironia della sorte nel giorno del suo compleanno, lasciando incompiuti altri scritti e volumi sull'artiglieria.